# غونثر كروز
غونثر كروز (بالإسبانية: Günther Kruse)‏ هو منافس ألعاب قوى أرجنتيني، ولد في 5 يوليو 1934.

## وصلات خارجية
- غونثر كروز على موقع الاتحاد الدولي لألعاب القوى (الإنجليزية)
- غونثر كروز على موقع اللجنة الأولمبية الدولية (الإنجليزية)
- غونثر كروز على موقع أوليمبيديا (الإنجليزية)